# Pfarrwerfen
Pfarrwerfen ist eine Gemeinde mit 2563 Einwohnern (Stand 1. Jänner 2024) im Salzburger Land im Bezirk St. Johann im Pongau in Österreich.

## Geografie

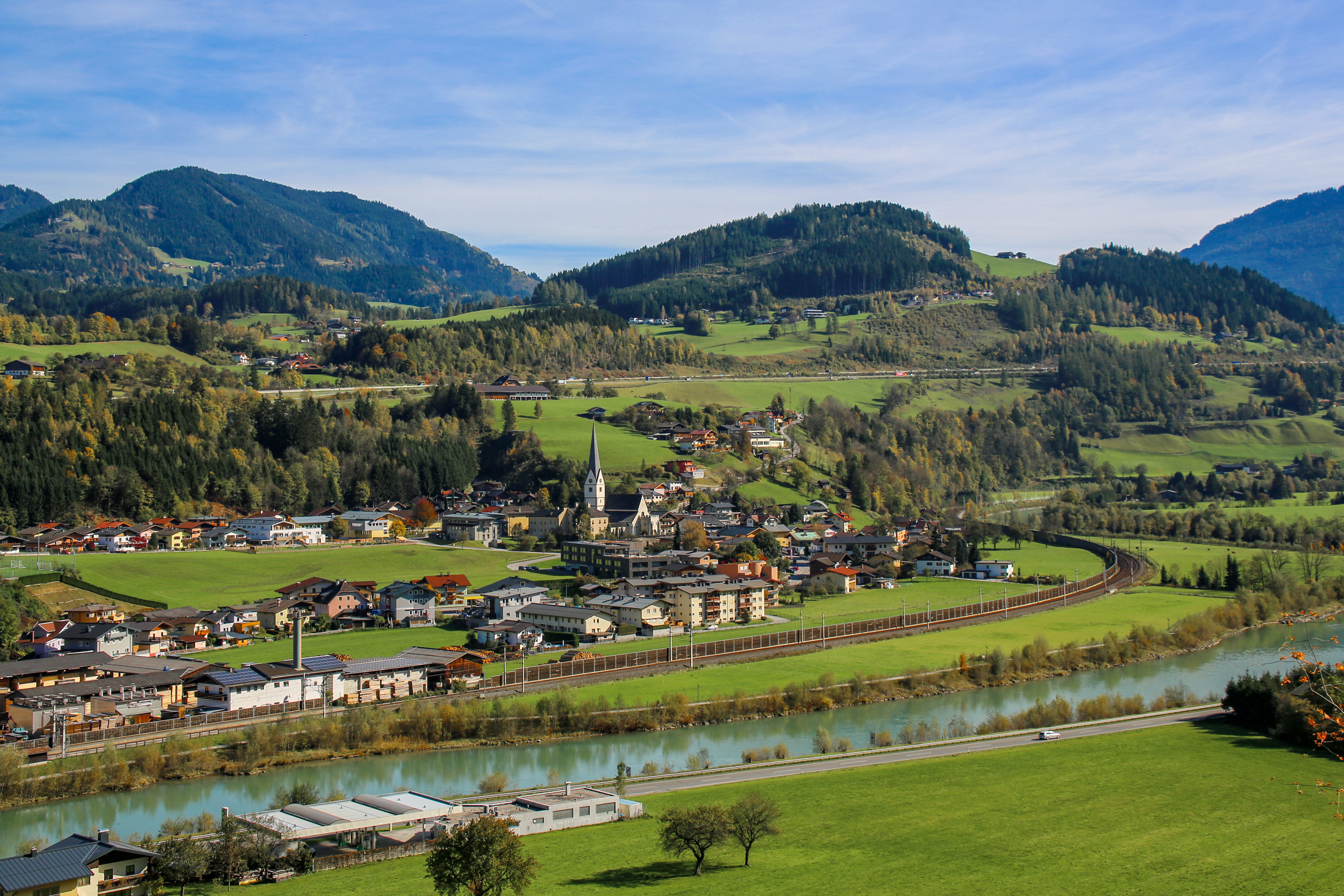
Pfarrwerfen Blickrichtung Spareck

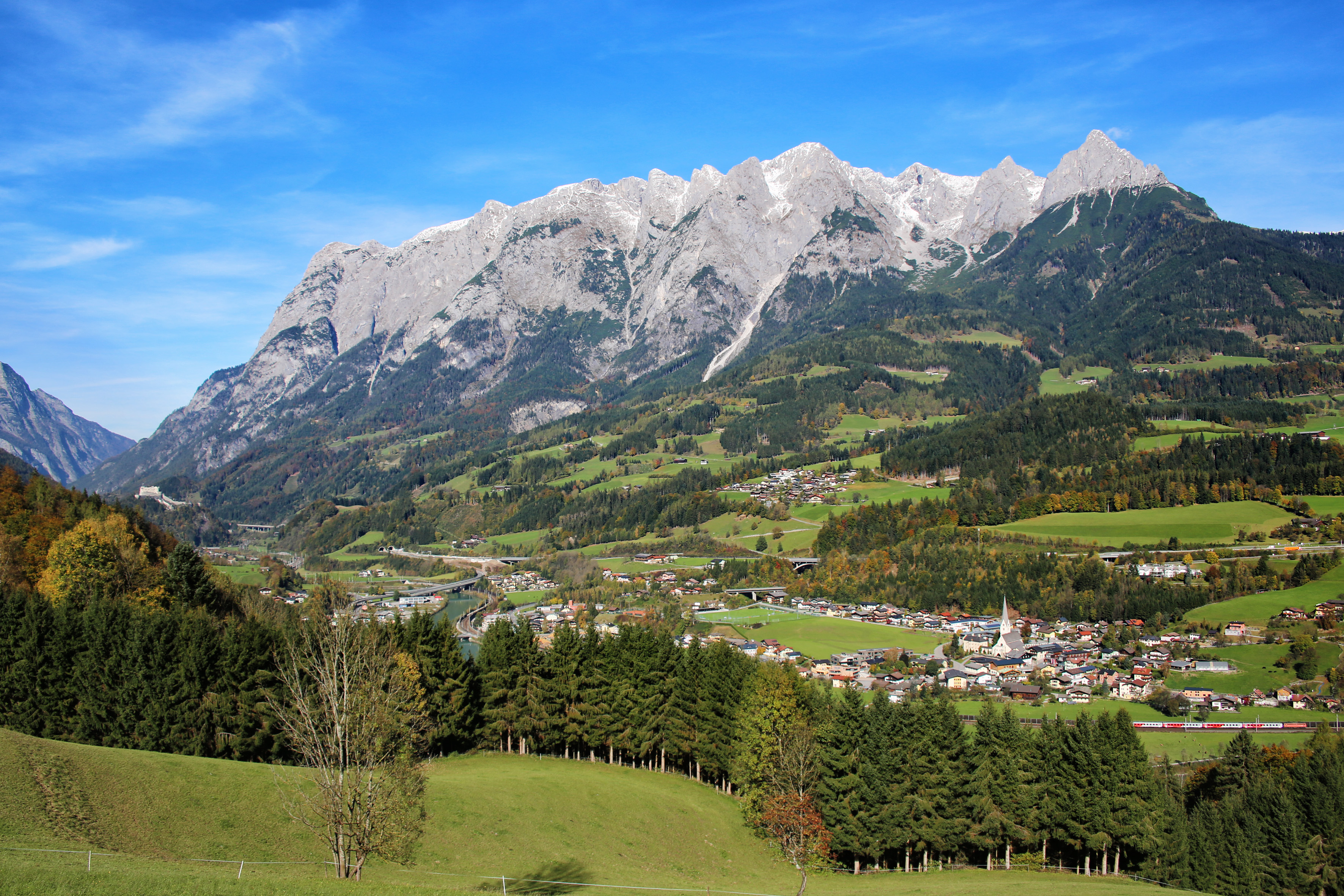
Pfarrwerfen mit dem Tennengebirge

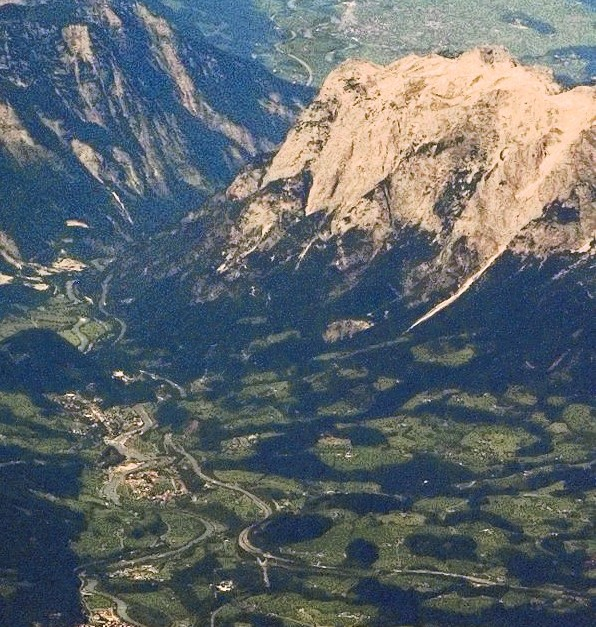
Blick ins Salzachtal nach Norden, Dorf Pfarrwerfen und Werfen mit Hohenwerfen, und das Gemeindegebiet an der Tennengebirgssüdostflanke, dahinter der Pass Lueg

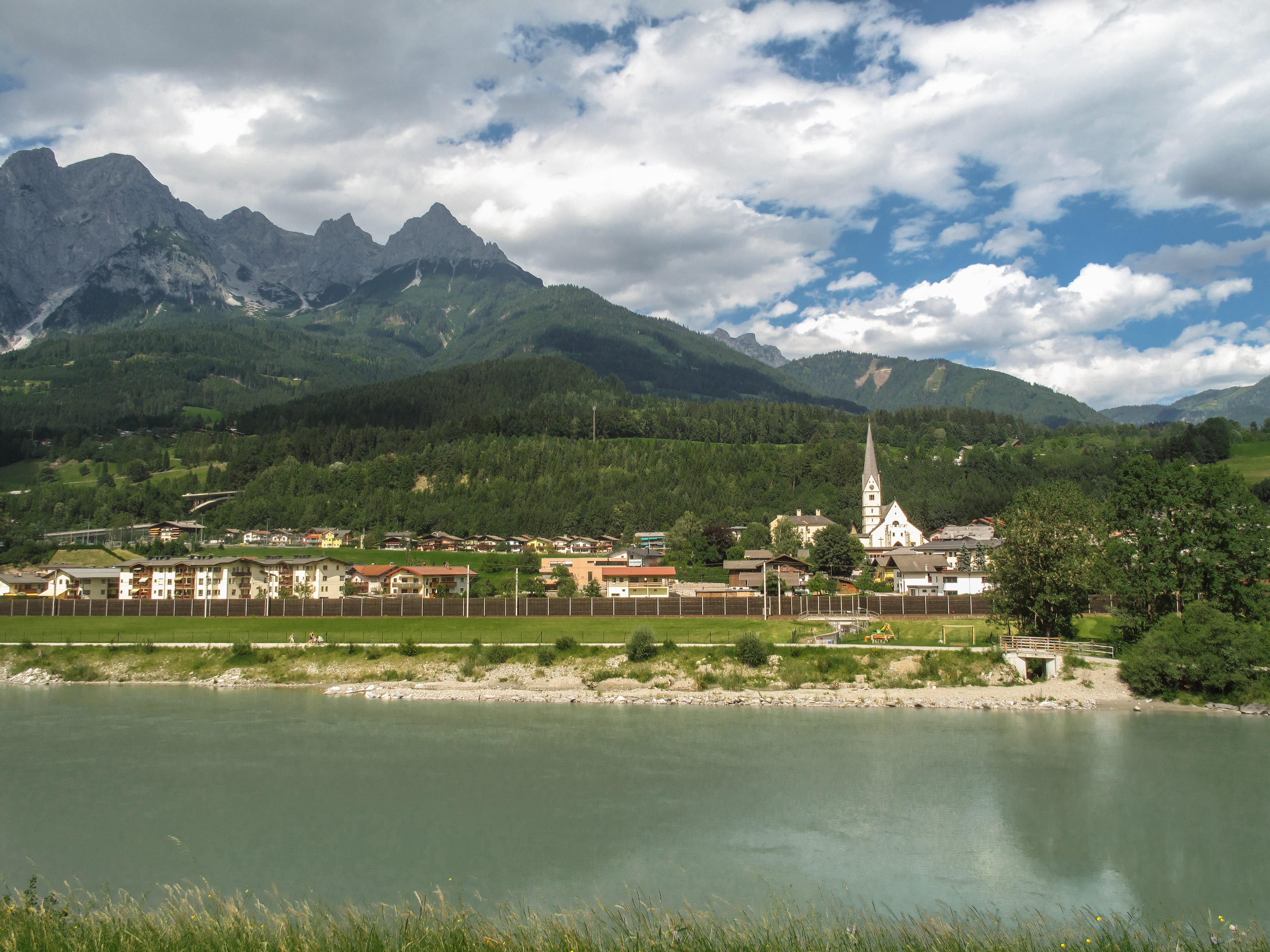
Dorfwerfen an der Salzach und die Tennengebirgsabdachung

Die Gemeinde liegt im Salzachpongau, im Salzachtal rechts und den Südwestfuß des Tennengebirges hinauf.

### Gemeindegliederung
Die Gemeinde besteht aus den Katastralgemeinden Dorfwerfen und Grub.
Das Gemeindegebiet umfasst neun Ortschaften (in Klammern Einwohnerzahl Stand 1. Jänner 2024)
- Dorfwerfen (Hauptort, Dorf Pfarrwerfen) – rechts an der Salzach (829)
- Laubichl – über Dorfwerfen (404)
- Ellmauthal – links des Fritzbachs am Anfang des Fritztals (188)
- Dorf – über Laubichl, an der Straße nach Werfenweng (149)
- Pöham – das Fritztal hinein (215)
- Grub – über Pöham (109)
- Maier – über Dorfwerfen gegen das Tennengebirge hin (319)
- Lehen – über Maier (215)
- Schlaming – salzachabwärts über Werfen, mit dem Gemeindeanteil am Hochplateau des Tennengebirges (135)

Einziger Zählsprengel ist Pfarrwerfen.
Bis Ende 2002 gehörte die Gemeinde zum Gerichtsbezirk Werfen, seit 2003 ist sie Teil des Gerichtsbezirks Sankt Johann im Pongau.

### Nachbargemeinden
| Golling an der Salzach ∗ (Bez. Hallein/Tennengau) | Scheffau am Tennengebirge (Bez. Hallein/Tennengau) |            |
| Werfen                                            | Kompassrose, die auf Nachbargemeinden zeigt        | Werfenweng |
|                                                   | Bischofshofen                                      |            |

∗ Golling grenzt nur in einem Punkt an, in der Ofenrinne beim Hochtörl

## Geschichte

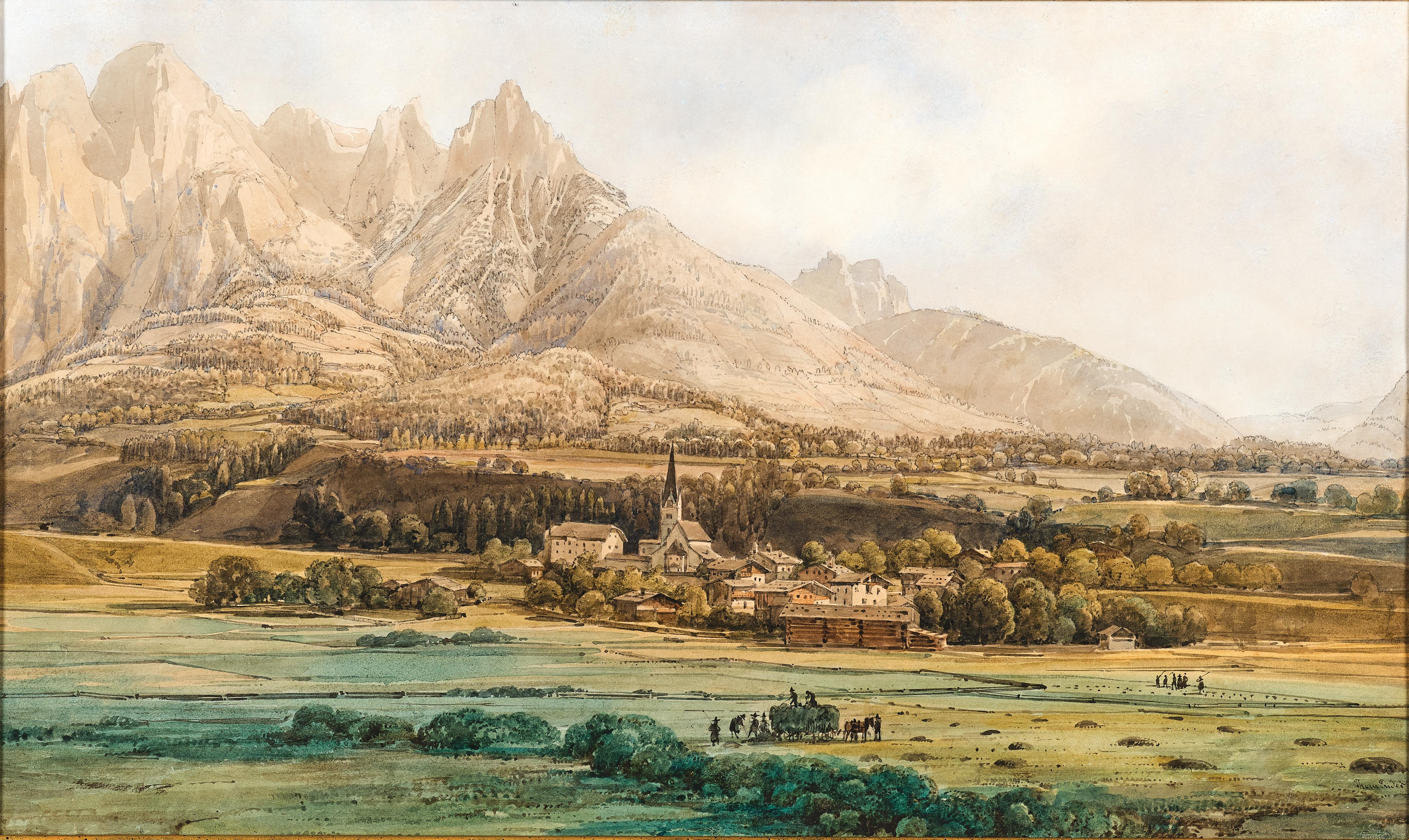
Thomas Ender: Pfarrwerfen im Pongau, 19. Jh.

Ab dem 5. Jahrhundert v. Chr. wurde das Gebiet von Kelten besiedelt, um 200 v. Chr. Teil des Königreichs Noricum, das ab 15 v. Chr. römisch besetzt und um 50 n. Chr. Teil des Römischen Reiches wurde. Nach dessen Teilung wird das heutige Gemeindegebiet um das Jahr 300 Teil von Noricum Ripense. Im 5. Jahrhundert bricht die römische Herrschaft zusammen, 488 befahl Odoaker den Abzug der romanischen Bevölkerung aus Noricum. Im 8. Jahrhundert begann die systematische Christianisierung (vergl. Geschichte des Christentums in Österreich), die Erzdiözese Salzburg wurde durch Rupert von Salzburg gegründet, 711 erfolgt die Klostergründung „Cella Maximiliana“ in Bischofshofen.
Pfarrwerfen wurde 1074 in einem Schenkungsbrief durch Erzbischof Gebhard von Helfenstein erstmals urkundlich genannt (parochia s. Cyriaci, Pfarre zum Hl. Cyriak) und gehörte seit 1398 zum Fürsterzbistum Salzburg.
Mit dem Frieden von Pressburg von 1805 kam Pfarrwerfen mit Salzburg zu Österreich. Am 9. April 1809 begann Österreich einen Krieg gegen Frankreich. Als Folge der österreichischen Niederlage fiel Salzburg vorübergehend an Bayern (Friede von Schönbrunn, 14. Oktober), nach dem Wiener Kongress 1816 kam Salzburg durch den Vertrag von München (14. April) wieder zu Österreich.

### Bevölkerungsentwicklung
Gab es von 1981 bis 1991 noch eine leichte Abwanderung, die durch den Geburtenüberschuss ausgeglichen wurde, so sind seither Geburtenbilanz und Wanderungsbilanz positiv.

## Politik

### Gemeinderat
| Gemeinderatswahl 2024Wahlbeteiligung: 79,6 % 80706050403020100 70,1 % (−4,6 %p)29,9 % (+11,9 %p)n. k. % (−7,3 %p) ÖVPSPÖFPÖ20192024 |

Die Gemeindevertretung hat insgesamt 19 Mitglieder, bis 2024 waren es 17.
- Mit den Gemeindevertretungs- und Bürgermeisterwahlen in Salzburg 2004 hatte die Gemeindevertretung folgende Verteilung: 11 ÖVP und 6 SPÖ.
- Mit den Gemeindevertretungs- und Bürgermeisterwahlen in Salzburg 2009 hatte die Gemeindevertretung folgende Verteilung: 11 ÖVP und 6 SPÖ.
- Mit den Gemeindevertretungs- und Bürgermeisterwahlen in Salzburg 2014 hatte die Gemeindevertretung folgende Verteilung: 12 ÖVP und 5 SPÖ.
- Mit den Gemeindevertretungs- und Bürgermeisterwahlen in Salzburg 2019 hatte die Gemeindevertretung folgende Verteilung: 13 ÖVP, 3 SPÖ und 1 FPÖ.[3]
- Mit den Gemeindevertretungs- und Bürgermeisterwahlen in Salzburg 2024 hat die Gemeindevertretung folgende Verteilung: 14 ÖVP und 5 SPÖ.[4]

### Bürgermeister
- 1984–2013 Simon Illmer (ÖVP)
- seit 2013 Bernhard Weiß (ÖVP)[5]

### Wappen
Das Gemeindewappen wurde Pfarrwerfen im Jahr 1974 verliehen. Der rechte Teil mit dem römischen Meilenstein symbolisiert die alte Nord-Süd-Verbindung über den Radstädter Tauern. Das „V“ im Meilenstein steht für die Raststation „Vocario“. Palmwedel und Schwert im linken Wappenteil stehen für den heiligen Cyriak, den Kirchenpatron von Pfarrwerfen. Er wurde als Märtyrer – dafür steht der Palmzweig – mit dem Schwert hingerichtet.

## Kultur und Sehenswürdigkeiten

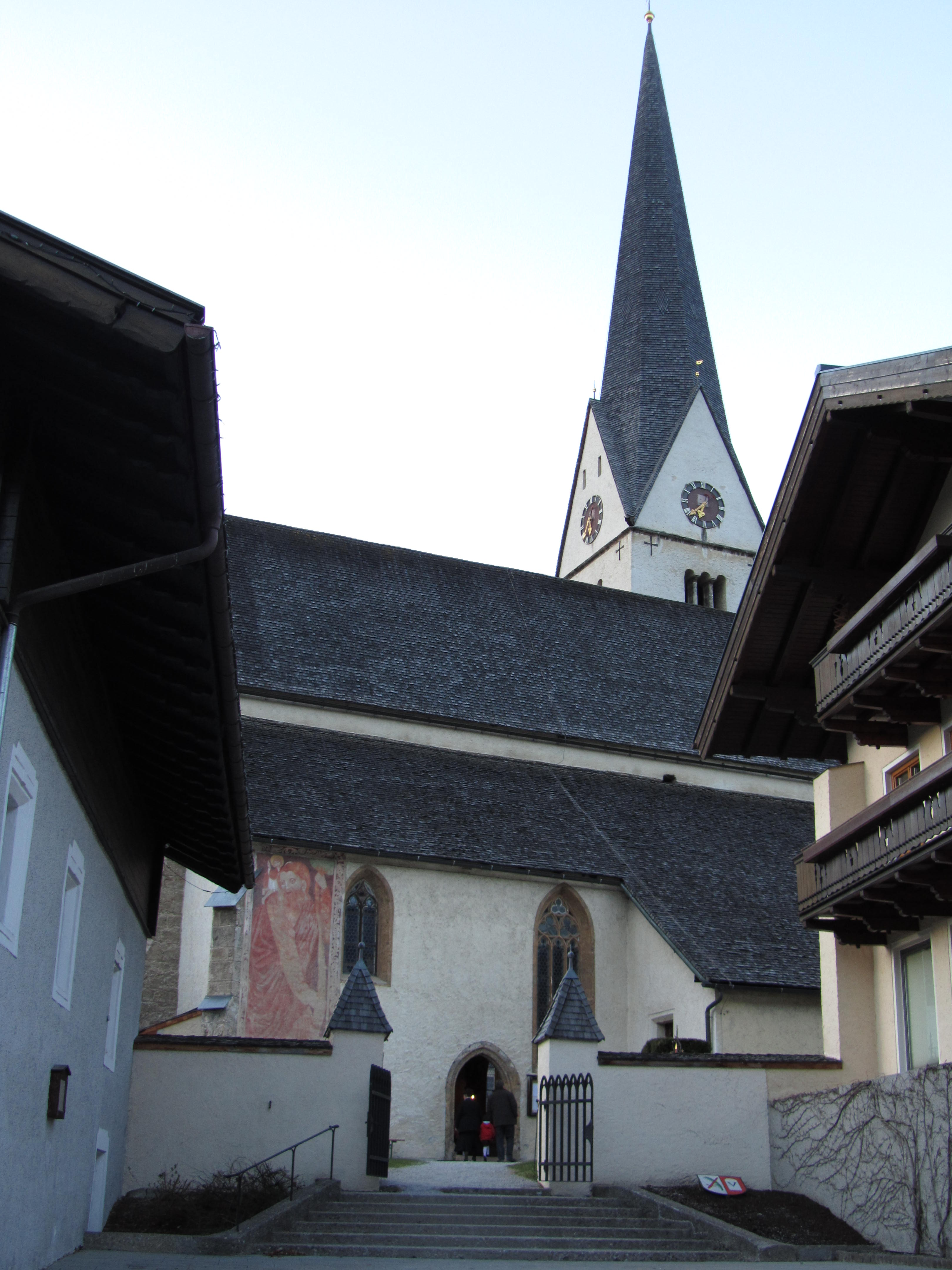
Pfarrkirche Pfarrwerfen

- Katholische Pfarrkirche Pfarrwerfen hl. Cyriak: Eine Kirche aus dem 14. und 15. Jahrhundert mit stattlichem Pfarrhof[7][8][9]
- Sieben-Mühlen-Weg Freilichtmuseum mit sechs erhaltenen Gemachmühlen und Naturdenkmal[10]
- Schlamingschlössl

- Am 1. Jänner findet der Pfarrwerfner Perchtenlauf statt

## Wirtschaft und Infrastruktur
| Von den 600 Arbeitsplätzen in der Gemeinde entfallen neunzig auf die Landwirtschaft, 240 auf den Produktionssektor und 270 auf Dienstleistungen. Im Produktionssektor entfallen mehr als sechzig Prozent auf die Sachgüterherstellung, etwa ein Viertel auf das Baugewerbe. Die größten Arbeitgeber im Dienstleistungssektor sind die sozialen und öffentlichen Dienste, freiberufliche Tätigkeiten und der Handel (Stand 2011). Im Jahr 2011 lebten 1165 Erwerbstätige in Pfarrwerfen. Davon arbeiteten dreißig Prozent in der Gemeinde, siebzig Prozent pendelten aus, blieben aber größtenteils im Pongau. Aus der Umgebung pendelten rund 250 Menschen zur Arbeit nach Pfarrwerfen. | Hier fehlt eine Grafik, die leider im Moment aus technischen Gründen nicht angezeigt werden kann. Wir arbeiten daran! |

### Verkehr
- Bahn: Haltestelle Pfarrwerfen der Salzburg-Tiroler-Bahn ( der S-Bahn Salzburg im Halbstundentakt)[13]
- Straße: Anschlussstelle Werfen/Pfarrwerfen der Tauern Autobahn   (Halbanschlüsse Richtung Salzburg respektive Villach)

## Persönlichkeiten
Söhne und Töchter der Gemeinde
- Petra Kronberger (* 1969 in St. Johann im Pongau), ehemalige Skirennläuferin